# Badens
Badens  est une commune française située dans le nord du département de l'Aude, en région Occitanie.
Sur le plan historique et culturel, la commune fait partie du Minervois, un pays de basses collines qui s'étend du Cabardès, à l'ouest, au Biterrois à l'est, et de la Montagne Noire, au nord, jusqu'au fleuve Aude au sud. Exposée à un climat méditerranéen, elle est drainée par le ruisseau de Canet, le ruisseau Neuf et par divers autres petits cours d'eau. La commune possède un patrimoine naturel remarquable composé d'une zone naturelle d'intérêt écologique, faunistique et floristique.
Badens est une commune rurale qui compte 729 habitants en 2022, après avoir connu une forte hausse de la population depuis 1975. Elle fait partie de l'aire d'attraction de Carcassonne. Ses habitants sont appelés les Badenois ou  Badenoises.

## Géographie

### Localisation
Badens est une commune située dans l'aire urbaine de Carcassonne.

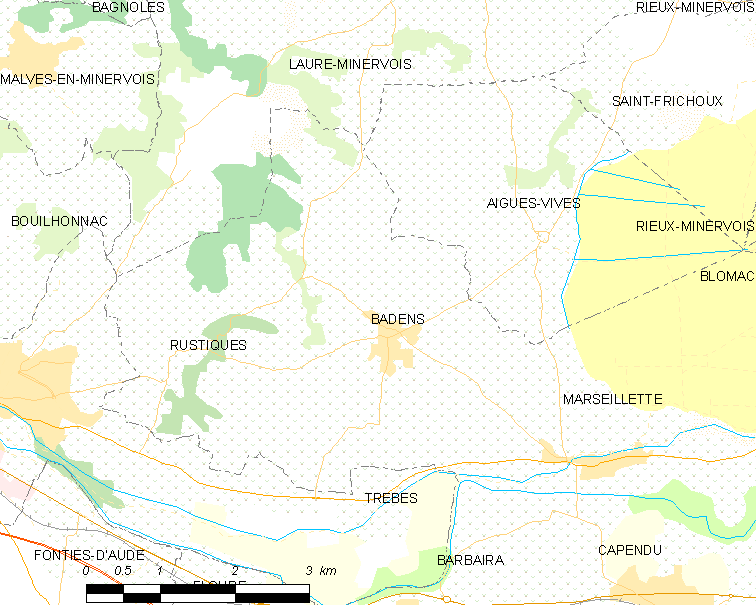
Carte

### Communes limitrophes
|           | Laure-Minervois | Aigues-Vives |
| Rustiques | Badens          | Marseillette |
|           | Trèbes          |              |

### Géologie et relief
Badens se situe en zone de sismicité 2 (sismicité faible).

### Hydrographie
La commune est dans la région hydrographique « Côtiers méditerranéens », au sein du bassin hydrographique Rhône-Méditerranée-Corse. Elle est drainée par le ruisseau de Canet, le ruisseau Neuf, le ruisseau de l'Aqueduc, le ruisseau de Mijane, le ruisseau de Mirausse, le ruisseau des Canals, le ruisseau des Pontils, le ruisseau de Trachaman et le ruisseau Maire, constituant un réseau hydrographique de 14 km de longueur totale,.
Le ruisseau de Canet, d'une longueur totale de 10,9 km, prend sa source dans la commune de Félines-Termenès et s'écoule vers le sud-est. Il traverse la commune et se jette dans l'Argent-Double à Azille, après avoir traversé 6 communes.

### Climat
Pour des articles plus généraux, voir Climat de l'Occitanie et Climat de l'Aude.
En 2010, le climat de la commune est de type climat méditerranéen franc, selon une étude s'appuyant sur une série de données couvrant la période 1971-2000. En 2020, Météo-France publie une typologie des climats de la France métropolitaine dans laquelle la commune est dans une zone de transition entre le climat océanique altéré et le climat méditerranéen et est dans la région climatique Provence, Languedoc-Roussillon, caractérisée par une pluviométrie faible en été, un très bon ensoleillement (2 600 h/an), un été chaud (21,5 °C), un air très sec en été, sec en toutes saisons, des vents forts (fréquence de 40 à 50 % de vents > 5 m/s) et peu de brouillards.
Pour la période 1971-2000, la température annuelle moyenne est de 14,3 °C, avec  une amplitude thermique annuelle de 16 °C. Le cumul annuel moyen de précipitations est de 586 mm, avec 7,4 jours de précipitations en janvier et 3,4 jours en juillet. Pour la période 1991-2020 la température moyenne annuelle observée sur la station météorologique la plus proche, située sur la commune de Caunes-Minervois à 12 km à vol d'oiseau, est de 13,9 °C et le cumul annuel moyen de précipitations est de 768,1 mm,. Pour l'avenir, les paramètres climatiques de la commune estimés pour 2050 selon différents scénarios d’émission de gaz à effet de serre sont consultables sur un site dédié publié par Météo-France en novembre 2022.

### Milieux naturels et biodiversité

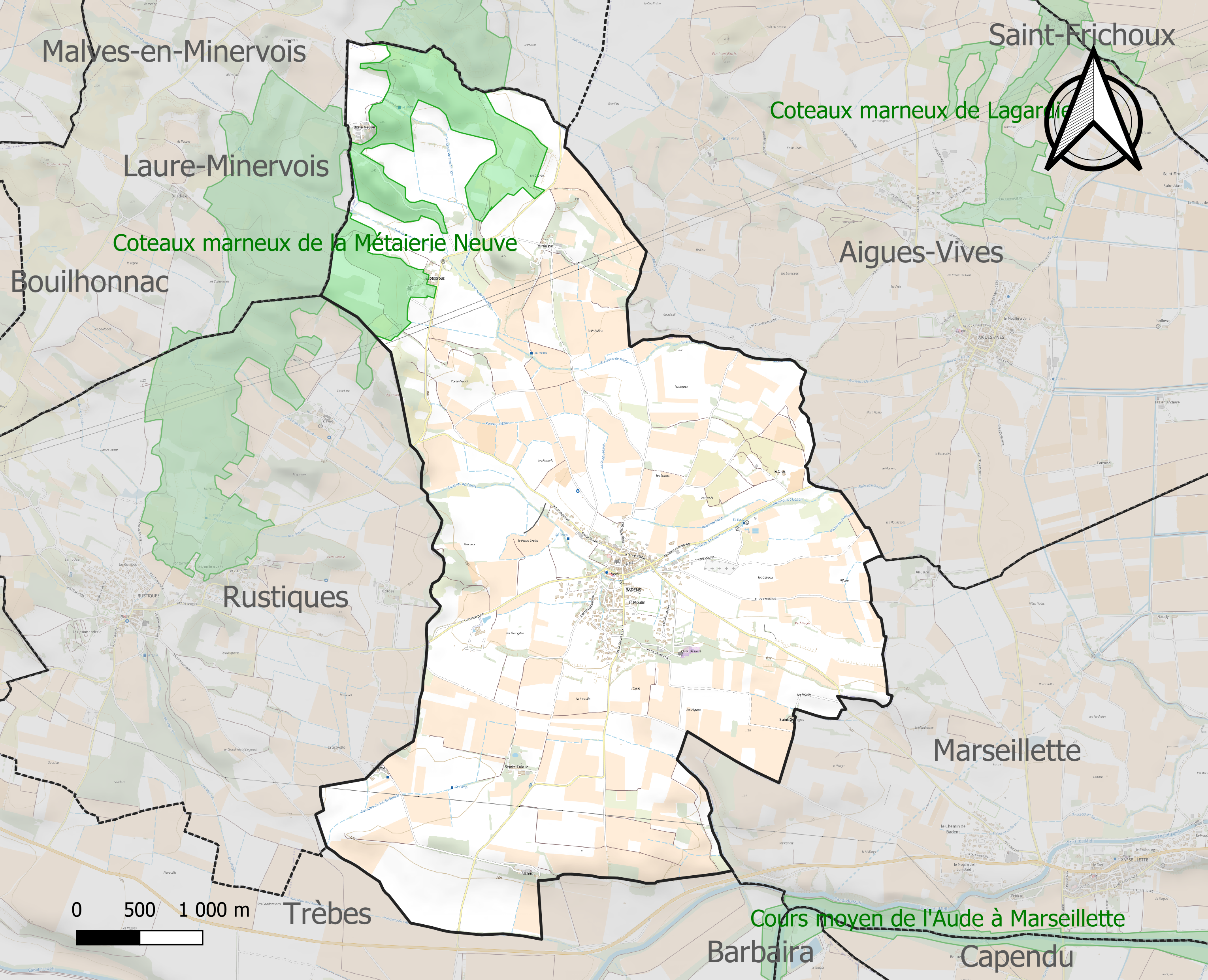
Carte de la ZNIEFF de type 1 localisée sur la commune.

L’inventaire des zones naturelles d'intérêt écologique, faunistique et floristique (ZNIEFF) a pour objectif de réaliser une couverture des zones les plus intéressantes sur le plan écologique, essentiellement dans la perspective d’améliorer la connaissance du patrimoine naturel national et de fournir aux différents décideurs un outil d’aide à la prise en compte de l’environnement dans l’aménagement du territoire.
Une ZNIEFF de type 1 est recensée sur la commune :
les « coteaux marneux de la Métaierie Neuve » (273 ha), couvrant 3 communes du département.

## Urbanisme

### Typologie
Au 1er janvier 2024, Badens est catégorisée commune rurale à habitat dispersé, selon la nouvelle grille communale de densité à 7 niveaux définie par l'Insee en 2022.
Elle est située hors unité urbaine. Par ailleurs la commune fait partie de l'aire d'attraction de Carcassonne, dont elle est une commune de la couronne,. Cette aire, qui regroupe 115 communes, est catégorisée dans les aires de 50 000 à moins de 200 000 habitants,.

### Occupation des sols
L'occupation des sols de la commune, telle qu'elle ressort de la base de données européenne d’occupation biophysique des sols Corine Land Cover (CLC), est marquée par l'importance des territoires agricoles (90,3 % en 2018), une proportion sensiblement équivalente à celle de 1990 (90,8 %). La répartition détaillée en 2018 est la suivante : 
cultures permanentes (88 %), zones urbanisées (3,4 %), milieux à végétation arbustive et/ou herbacée (3,4 %), forêts (3 %), zones agricoles hétérogènes (1,5 %), terres arables (0,7 %). L'évolution de l’occupation des sols de la commune et de ses infrastructures peut être observée sur les différentes représentations cartographiques du territoire : la carte de Cassini (XVIIIe siècle), la carte d'état-major (1820-1866) et les cartes ou photos aériennes de l'IGN pour la période actuelle (1950 à aujourd'hui).

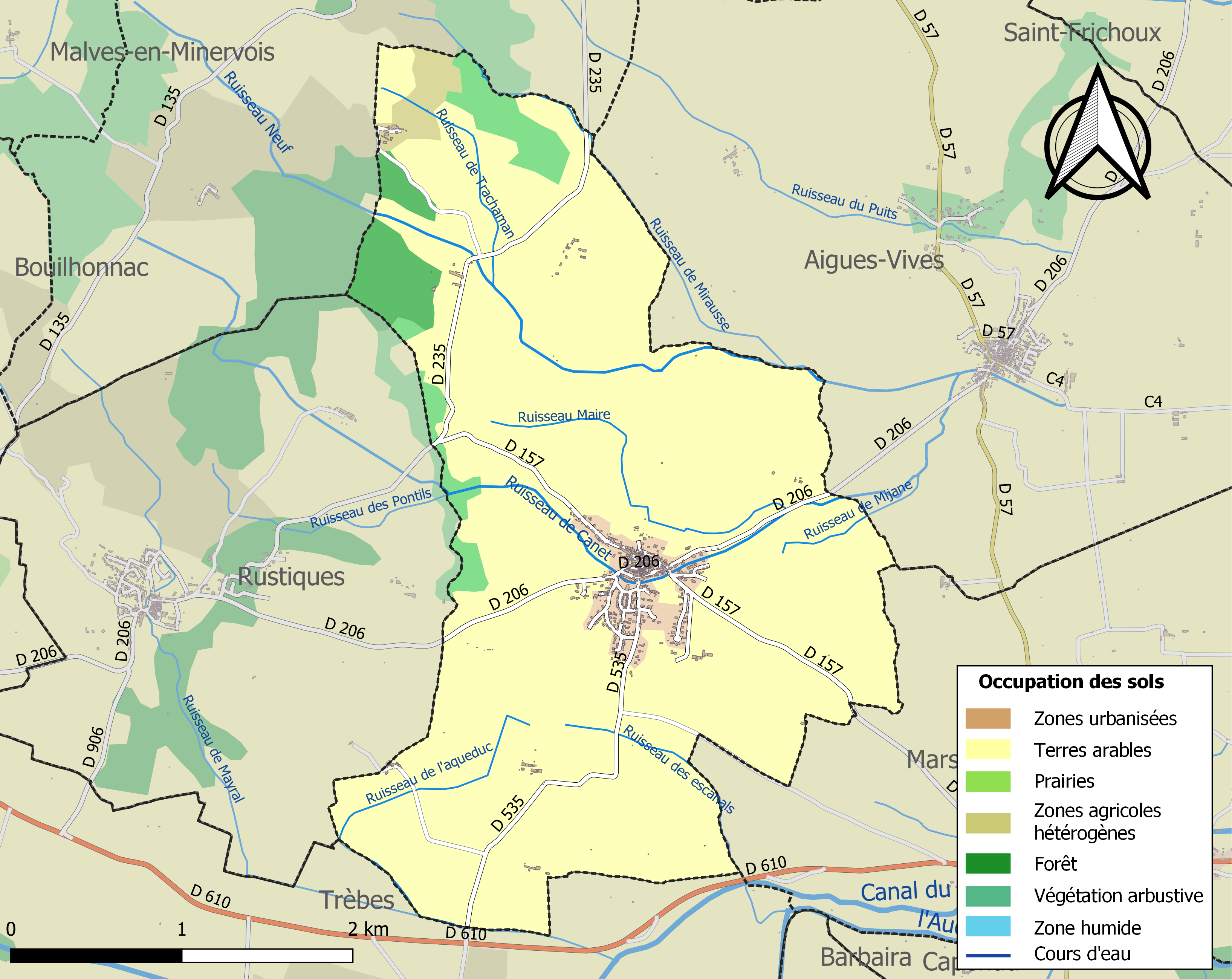
Carte des infrastructures et de l'occupation des sols de la commune en 2018 (CLC).

### Risques majeurs
Le territoire de la commune de Badens est vulnérable à différents aléas naturels : météorologiques (tempête, orage, neige, grand froid, canicule ou sécheresse), inondations, feux de forêts et séisme (sismicité faible). Un site publié par le BRGM permet d'évaluer simplement et rapidement les risques d'un bien localisé soit par son adresse soit par le numéro de sa parcelle.
Certaines parties du territoire communal sont susceptibles d’être affectées par le risque d’inondation par débordement de cours d'eau, notamment La commune a été reconnue en état de catastrophe naturelle au titre des dommages causés par les inondations et coulées de boue survenues en 1982, 1987, 1990, 1992, 1996, 1999, 2009 et 2018,.

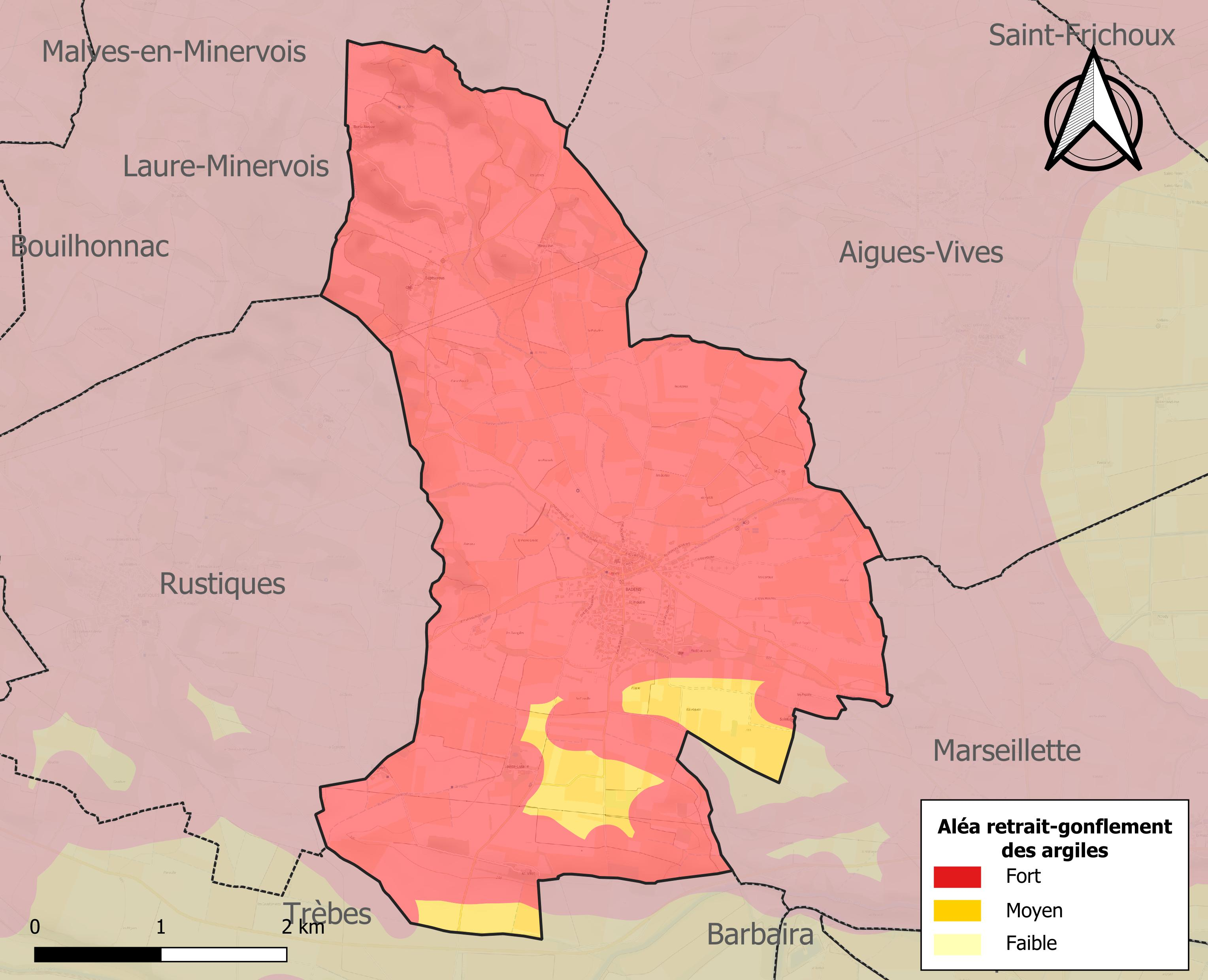
Carte des zones d'aléa retrait-gonflement des sols argileux de Badens.

Le retrait-gonflement des sols argileux est susceptible d'engendrer des dommages importants aux bâtiments en cas d’alternance de périodes de sécheresse et de pluie. La totalité de la commune est en aléa moyen ou fort (75,2 % au niveau départemental et 48,5 % au niveau national). Sur les 376 bâtiments dénombrés sur la commune en 2019, 376 sont en aléa moyen ou fort, soit 100 %, à comparer aux 94 % au niveau départemental et 54 % au niveau national. Une cartographie de l'exposition du territoire national au retrait gonflement des sols argileux est disponible sur le site du BRGM,.

## Histoire
Le plus ancien écrit mentionnant Badens, date de novembre 993, il est fait état de "Villa Badencus" dans un échange entre Udulgarius, abbé de Caunes, et Roger De Trencavel, vicomte de Carcassonne, concernant : Aquaviva qui plus tard deviendra Aigues-Vives, village voisin qui existe toujours.

### Héraldique
| Badens | Son blasonnement est : De sinople au chef d'argent. |

## Politique et administration

### Découpage territorial
La commune de Badens est membre de l'intercommunalité Carcassonne Agglo, un établissement public de coopération intercommunale (EPCI) à fiscalité propre créé le 21 décembre 2012 dont le siège est à Carcassonne. Ce dernier est par ailleurs membre d'autres groupements intercommunaux.
Sur le plan administratif, elle est rattachée à l'arrondissement de Carcassonne, au département de l'Aude, en tant que circonscription administrative de l'État, et à la région Occitanie.
Sur le plan électoral, elle dépend du canton de la Montagne d'Alaric pour l'élection des conseillers départementaux, depuis le redécoupage cantonal de 2014 entré en vigueur en 2015, et de la première circonscription de l'Aude  pour les élections législatives, depuis le redécoupage électoral de 1986.

## Démographie
| 1793 | 1800 | 1806 | 1821 | 1831 | 1836 | 1841 | 1846 | 1851 |
| ---- | ---- | ---- | ---- | ---- | ---- | ---- | ---- | ---- |
| 209  | 249  | 279  | 281  | 296  | 297  | 343  | 358  | 359  |

| 1856 | 1861 | 1866 | 1872 | 1876 | 1881 | 1886 | 1891 | 1896 |
| ---- | ---- | ---- | ---- | ---- | ---- | ---- | ---- | ---- |
| 361  | 389  | 347  | 380  | 449  | 548  | 550  | 523  | 547  |

| 1901 | 1906 | 1911 | 1921 | 1926 | 1931 | 1936 | 1946 | 1954 |
| ---- | ---- | ---- | ---- | ---- | ---- | ---- | ---- | ---- |
| 550  | 581  | 604  | 657  | 602  | 668  | 612  | 565  | 558  |

| 1962 | 1968 | 1975 | 1982 | 1990 | 1999 | 2004 | 2006 | 2009 |
| ---- | ---- | ---- | ---- | ---- | ---- | ---- | ---- | ---- |
| 545  | 662  | 519  | 554  | 570  | 626  | 750  | 760  | 748  |

| 2014 | 2019 | 2022 | - | - | - | - | - | - |
| ---- | ---- | ---- | - | - | - | - | - | - |
| 797  | 760  | 729  | - | - | - | - | - | - |

## Économie

### Revenus
En 2018  (données Insee publiées en septembre 2021), la commune compte 279 ménages fiscaux, regroupant 648 personnes. La médiane du revenu disponible par unité de consommation est de 19 620 € (19 240 € dans le département).

### Emploi
| Division       | 2008   | 2013   | 2018   |
| -------------- | ------ | ------ | ------ |
| Commune        | 9,7 %  | 11,8 % | 10,9 % |
| Département    | 10,2 % | 12,8 % | 12,6 % |
| France entière | 8,3 %  | 10 %   | 10 %   |

En 2018, la population âgée de 15 à 64 ans s'élève à 495 personnes, parmi lesquelles on compte 73,8 % d'actifs (62,9 % ayant un emploi et 10,9 % de chômeurs) et 26,2 % d'inactifs,. Depuis 2008, le taux de chômage communal (au sens du recensement) des 15-64 ans est inférieur à celui du département, mais supérieur à celui de la France.
La commune fait partie de la couronne de l'aire d'attraction de Carcassonne, du fait qu'au moins 15 % des actifs travaillent dans le pôle,. Elle compte 206 emplois en 2018, contre 196 en 2013 et 189 en 2008. Le nombre d'actifs ayant un emploi résidant dans la commune est de 314, soit un indicateur de concentration d'emploi de 65,5 % et un taux d'activité parmi les 15 ans ou plus de 55,7 %.
Sur ces 314 actifs de 15 ans ou plus ayant un emploi, 77 travaillent dans la commune, soit 25 % des habitants. Pour se rendre au travail, 86,7 % des habitants utilisent un véhicule personnel ou de fonction à quatre roues, 1,6 % les transports en commun, 8,3 % s'y rendent en deux-roues, à vélo ou à pied et 3,2 % n'ont pas besoin de transport (travail au domicile).

### Activités hors agriculture

#### Secteurs d'activités
45 établissements sont implantés  à Badens au 31 décembre 2019. Le tableau ci-dessous en détaille le nombre par secteur d'activité et compare les ratios avec ceux du département,.
| Secteur d'activité                                                                                        | Commune | Commune | Département |
| Secteur d'activité                                                                                        | Nombre  | %       | %           |
| --- | ------- | ------- | ----------- |
| Ensemble                                                                                                  | 45      | 100 %   | (100 %)     |
| Industrie manufacturière, industries extractives et autres                                                | 8       | 17,8 %  | (8,8 %)     |
| Construction                                                                                              | 7       | 15,6 %  | (14 %)      |
| Commerce de gros et de détail, transports, hébergement et restauration                                    | 5       | 11,1 %  | (32,3 %)    |
| Information et communication                                                                              | 1       | 2,2 %   | (1,6 %)     |
| Activités financières et d'assurance                                                                      | 2       | 4,4 %   | (2,7 %)     |
| Activités immobilières                                                                                    | 3       | 6,7 %   | (5,2 %)     |
| Activités spécialisées, scientifiques et techniques et activités de services administratifs et de soutien | 5       | 11,1 %  | (13,3 %)    |
| Administration publique, enseignement, santé humaine et action sociale                                    | 12      | 26,7 %  | (13,2 %)    |
| Autres activités de services                                                                              | 2       | 4,4 %   | (8,8 %)     |

Le secteur de l'administration publique, l'enseignement, la santé humaine et l'action sociale est prépondérant sur la commune puisqu'il représente 26,7 % du nombre total d'établissements de la commune (12 sur les 45 entreprises implantées  à Badens), contre 13,2 % au niveau départemental.

#### Entreprises
L' entreprise ayant son siège social sur le territoire communal qui génère le plus de chiffre d'affaires en 2020 est : 
- Ab Cite, commerce de détail d'articles d'horlogerie et de bijouterie en magasin spécialisé (22 k€)

### Agriculture
La commune fait partie de la petite région agricole dénommée « Région viticole ». En 2010, l'orientation technico-économique de l'agriculture  sur la commune est la viticulture (appellation et autre).
|                                   | 1988 | 2000 | 2010 |
| --------------------------------- | ---- | ---- | ---- |
| Exploitations                     | 48   | 38   | 26   |
| Superficie agricole utilisée (ha) | 941  | 787  | 494  |

Le nombre d'exploitations agricoles en activité et ayant leur siège dans la commune est passé de 48 lors du recensement agricole de 1988 à 38 en 2000 puis à 26 en 2010, soit une baisse de 46 % en 22 ans. Le même mouvement est observé à l'échelle du département qui a perdu pendant cette période 52 % de ses exploitations. La surface agricole utilisée sur la commune a également diminué, passant de 941 ha en 1988 à 494 ha en 2010. Parallèlement la surface agricole utilisée moyenne par exploitation a baissé, passant de 20 à 19 ha.

## Culture locale et patrimoine

### Lieux et monuments
- Église Sainte-Eulalie de Badens. L'édifice est référencé dans la base Mérimée et à l'Inventaire général Région Occitanie[35].

### Personnalités liées à la commune
- Georges Guille né à Badens le 20 juillet 1909, décédé à Toulouse le 16 novembre 1985.
- Gérald Branca, fils du commandant Napoléon Branca, naît au hasard de la vie des garnisons de son père à Sedan (Ardennes) le 29 décembre 1902, mais il est un authentique enfant de Badens.
- Henri Gout (1876-1953), homme politique.
- Gabriel Baptiste du Pac, marquis de Badens, né à Badens le 2 octobre 1737, décédé à Paris le 29 avril 1829.

### Fête pour les1 000 ansde la commune
En 1993, Badens fêtait ses 1 000 ans d'existence. À cette occasion, le boulanger du village créa un gâteau qu'il baptisa le millénaire. Tous les habitants se vêtirent de costumes médiévaux et les enfants s'affrontèrent déguisés en chevaliers dans des chorégraphies sous l'œil des parents. À l'époque la commune rechercha tous les Badens et les Ferret de France, elle les invita à participer à l'évènement et édita un livre sur l'histoire de la ville et avec une carte de France reprenant la géolocalisation des patronymes Badens en France.